# Теголајо II (Перуђа)
Теголајо II је насеље у Италији у округу Перуђа, региону Умбрија.
Према процени из 2011. у насељу је живело 48 становника. Насеље се налази на надморској висини од 277 м.